# Shuhei Terada
Shuhei Terada, född 23 juni 1975 i Mie prefektur, Japan, är en japansk före detta fotbollsspelare.